# Biahian
Biahian ist ein osttimoresischer Ort in der Aldeia Meguir (Suco Aidabaleten, Verwaltungsamt Atabae, Gemeinde Bobonaro). Er liegt in einer Meereshöhe von 33 m.
Das Dorf Biahian befindet sich im Südosten der Aldeia. Die nördliche Küstenstraße, die den Ort durchquert, führt hier etwas landeinwärts jenseits des Küstengebirges. Nach Süden führt die Straße in den Ort Meguir, nach Norden in die Aldeia Biacou.